# Ozora
Ozora község Tolna vármegyében, a Tamási járásban.

## Fekvése
Ozora páratlan szépségű tolnai lankák között bújik meg, területét friss vizű patakok szelik át. A település felé közeledve már messziről szemünkbe tűnik a szőlőhegyek által körülölelt páros domb, melyek egyikén a templom, a másikon a várkastély látható. Valamikor a várárkon átívelő híd kötötte össze őket. A várdombot és a templomot ma is a Sió és a Cinca-patak vize veszi körül, amelyen hangulatos hidacskák vezetnek át a piactérre. A település különös módon mind a mai napig megőrizte reneszánsz hangulatát. Középkori állapotában maradt meg a firenzei mintára épített Sáfrán-kút is.
A község területén a Simontornya-Iregszemcse közti 6407-es út halad keresztül, ezen közelíthető meg a 64-es és a 65-ös főutak irányából is. Déli szomszédja, Pincehely és a 61-es főút felől a 6408-as út vezet Ozora központjába.

## Története

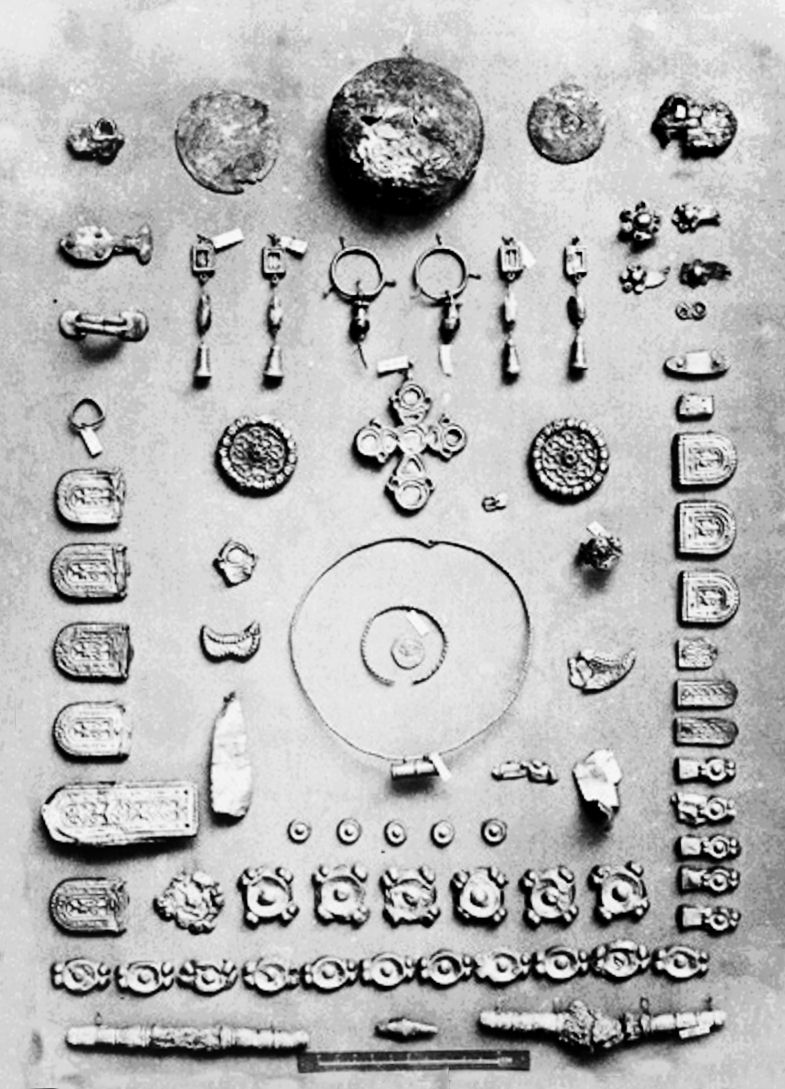
Az Ozora határában feltárt avar leletegyüttes Klösz György fényképén

Ozora történelme az őskorba visszavisz bennünket. A faluhoz tartozó Tótipusztán 1871-ben egyedi és kiemelkedő jelentőségű avar leletegyüttest találtak.
A Sió első szabályozása a rómaiak nevéhez fűződik. A honfoglalást megelőzően avarok lakták. A falu a szlávoktól kapta nevének első formáját „Uzra”. Első ismert írásos említése 1009-ből származik, a pécsi püspöki alapítólevélből. Egy 1315-ből származó oklevélben a nevét „Azara” formában jegyezték fel.
Ozorát, az egykori jobbágyfalut az Ozorai nemesi família birtokolta, akik a XIV. század végére férfiágon kihaltak. A birtokot Luxemburgi Zsigmond király engedélyével Ozorai András leánya, Borbála örökölte meg, aki 1399-ben nőül ment a firenzei kereskedőcsaládból származó Philippo Scolarihoz, aki kezdetben kereskedőként került Magyarországra, majd Zsigmond király szolgálatába állt. A kiváló katonát a király 1404-ben kinevezte temesi ispánná, így rá hárult, a gyakran betörő törökkel szemben a déli határvonal védelme. Tizennyolc győztes hadjáratot vezetett, és ő felügyelte az arany- és sóbányákat is. 1416-ban engedélyt kapott erősség építésére. A lovag, akit a magyarok Ozorai Pipóként emlegettek, szülővárosából hívott építészeket, kőfaragó mestereket és főúri pompával rendelkező várkastélyt építtetett. Halála után, 1426-tól özvegye, Borbála asszony lett a várkastély birtokosa, aki tulajdonjogát Hédervári Lőrinc nádorra hagyta. 1491-ben Habsburg Miksa zsoldosai vették be a várat, 1537-ben Török Bálint fosztotta ki az épületet,  1545-ben a budai pasa csapatai támadták meg, majd birtokolták 140 évig. 1686-ban a Habsburg katonaság foglalta el, később az Eszterházyak birtokaihoz tartozott.
A volt hercegi nagyvendéglőben lépett fel először színészként Petőfi Sándor.
Az 1848-as magyar honvédség itt aratta második győzelmét (ozorai ütközet) Roth és Filipovics csapatai felett. 1848. október 7-én Karl Roth vezérőrnagy 9000 főnyi horvát hadosztálya Görgey Artúr és Perczel Mór seregtestei, valamint Csapó Vilmos nemzetőr őrnagy népfelkelő és nemzetőr-csapatai előtt letette a fegyvert.
1905-ben aratósztrájk színhelye volt a település.
1994-ben a „Virágos városok és falvak” versenyén Ozora a „falu” kategóriában első helyezést ért el. 1995-ben Európa-díjat kapott.
2003-tól egyhetes képzőművész tábor működik a településen, a résztvevő művészek által a falunak adományozott grafikák, festmények az intézményeket díszítik.

## Közélete

### Polgármesterei
- 1990–1994: Schranz Istvánné (MDF)[4]
- 1994–1998: Schranz Istvánné (KDNP-MDF-Fidesz-FKgP)[5]
- 1998–2002: Schranz Istvánné (MDF-FKgP)[6]
- 2002–2006: Schranz Istvánné (MDF)[7]
- 2006–2010: Schranz Istvánné (Fidesz-KDNP)[8]
- 2010–2014: Schranz Istvánné (Fidesz-KDNP)[9]
- 2014–2019: Nagy Istvánné (független)[10]
- 2019–2022: Nagy Istvánné (független)[11]
- 2022–2024: Sümegi Gábor (Fidesz-KDNP)[12]
- 2024– : Sümegi Gábor (Fidesz-KDNP)[1]

2022. december 11-én időközi polgármester-választást (és képviselő-testületi választást) kellett tartani a településen, az előző képviselő-testület szeptember 13-i feloszlása miatt. A választáson a hivatalban lévő polgármester is elindult, de a szavazatok kevesebb mint 30 %-át megszerezve alulmaradt két kihívójának egyikével szemben.

## Népesség
A település népességének változása:
| Lakosok száma | 1620 | 1603 | 1605 | 1586 | 1510 | 1529 | 1492 |
|               | 2013 | 2014 | 2015 | 2021 | 2022 | 2023 | 2024 |

A 2011-es népszámlálás során a lakosok 94,5%-a magyarnak, 18,1% cigánynak, 0,8% németnek mondta magát (5,4% nem nyilatkozott; a kettős identitások miatt a végösszeg nagyobb lehet 100%-nál). A vallási megoszlás a következő volt: római katolikus 70,4%, református 2,4%, evangélikus 0,3%, felekezeten kívüli 8,9% (16,1% nem nyilatkozott).
2022-ben a lakosság 92%-a vallotta magát magyarnak, 11,1% cigánynak, 0,7% németnek, 0,1-0,1% ruszinnak és szerbnek, 0,7% egyéb, nem hazai nemzetiségűnek (7,7% nem nyilatkozott; a kettős identitások miatt a végösszeg nagyobb lehet 100%-nál). Vallásuk szerint 38,1% volt római katolikus, 1,1% református, 0,3% evangélikus, 0,1% görög katolikus, 1,1% egyéb keresztény, 0,8% egyéb katolikus, 7,2% felekezeten kívüli (51,5% nem válaszolt).

## Nevezetességei
- 1999-ben a közeli, ám nem Ozora területén levő, hanem a Fejér vármegyei Igarhoz tartozó Dádpusztán tartották a Solipse fesztivált a napfogyatkozás idején. A 2004 óta megrendezésre kerülő O.Z.O.R.A. Fesztivál színhelye is Dádpuszta.
- A közelben, Felsőrácegrespusztán született Illyés Gyula költő, író. Gyermekkorát azonban Ozorán a rokonoknál töltötte. Innen kapott ihletésből született meg az Ozorai példa című műve.[16]
- 2001. május 26-án nyitotta meg kapuit a nagyközönség előtt az ozorai várkastély, melyben Illyés Gyula életművét és hagyatékát bemutató kiállítás és Bazsonyi Arany festőművész állandó kiállítása is látható, ezek idegenforgalmi szempontból a település életében igen meghatározóak.

## Filmben
A 2002-ben bemutatott Hukkle című, Pálfi György rendezésével készült filmet itt forgatták, részben a lakosság segítségével. A falunak egy – a filmhez kapcsolódó – becenevet adtak: Kesernyés. 

## Képgaléria

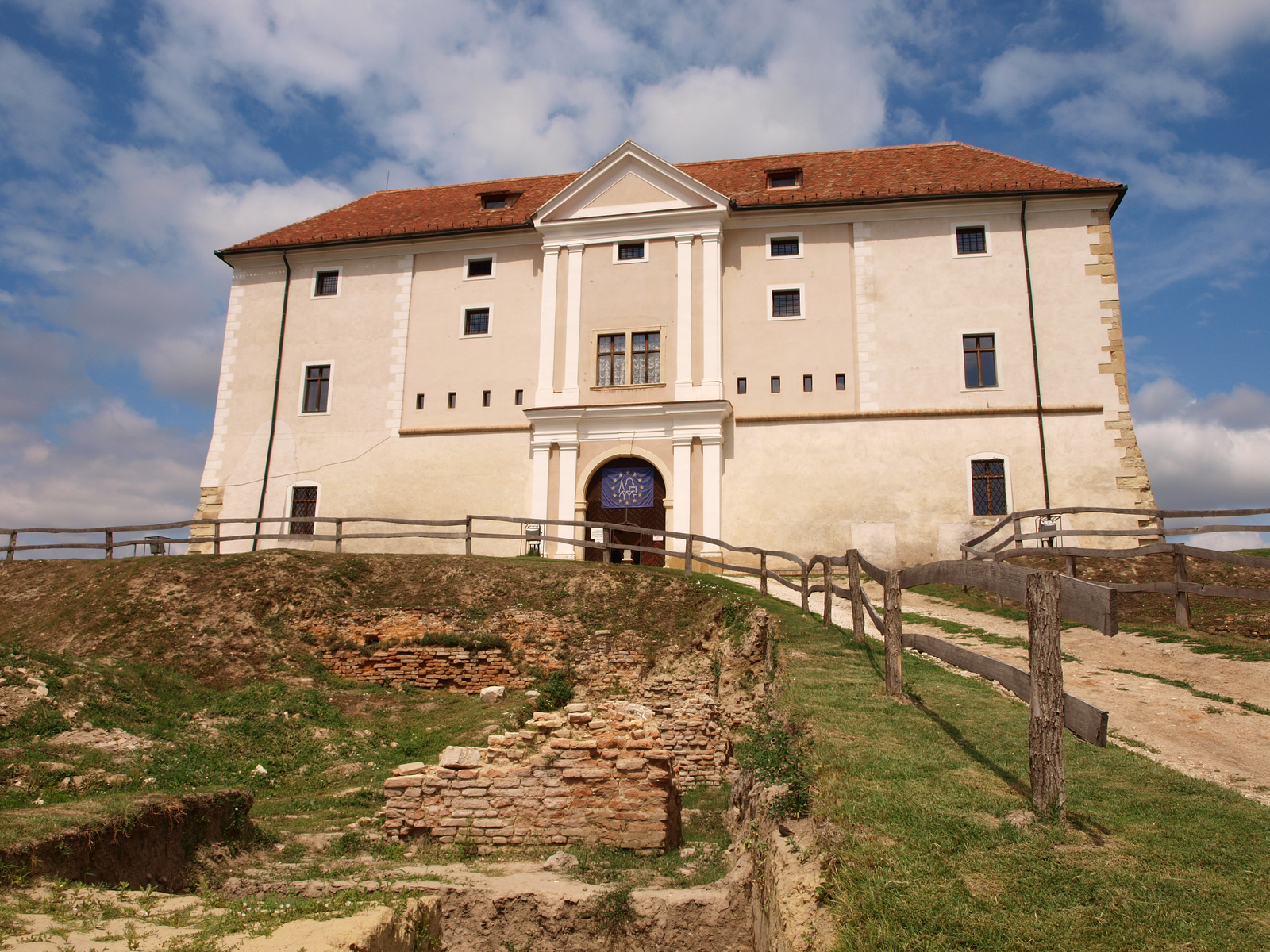
Ozorai Pipo vára
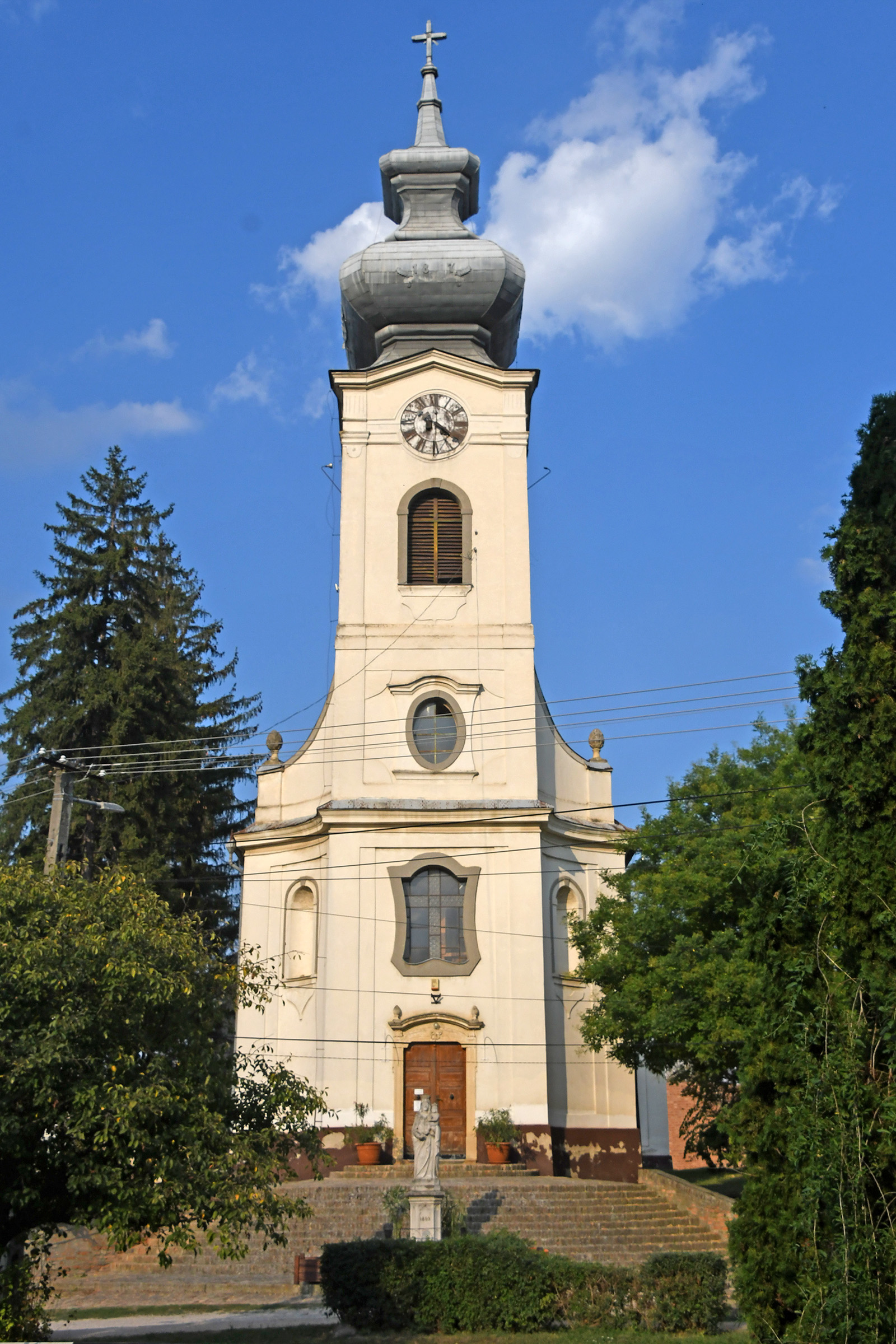
Szent István-templom
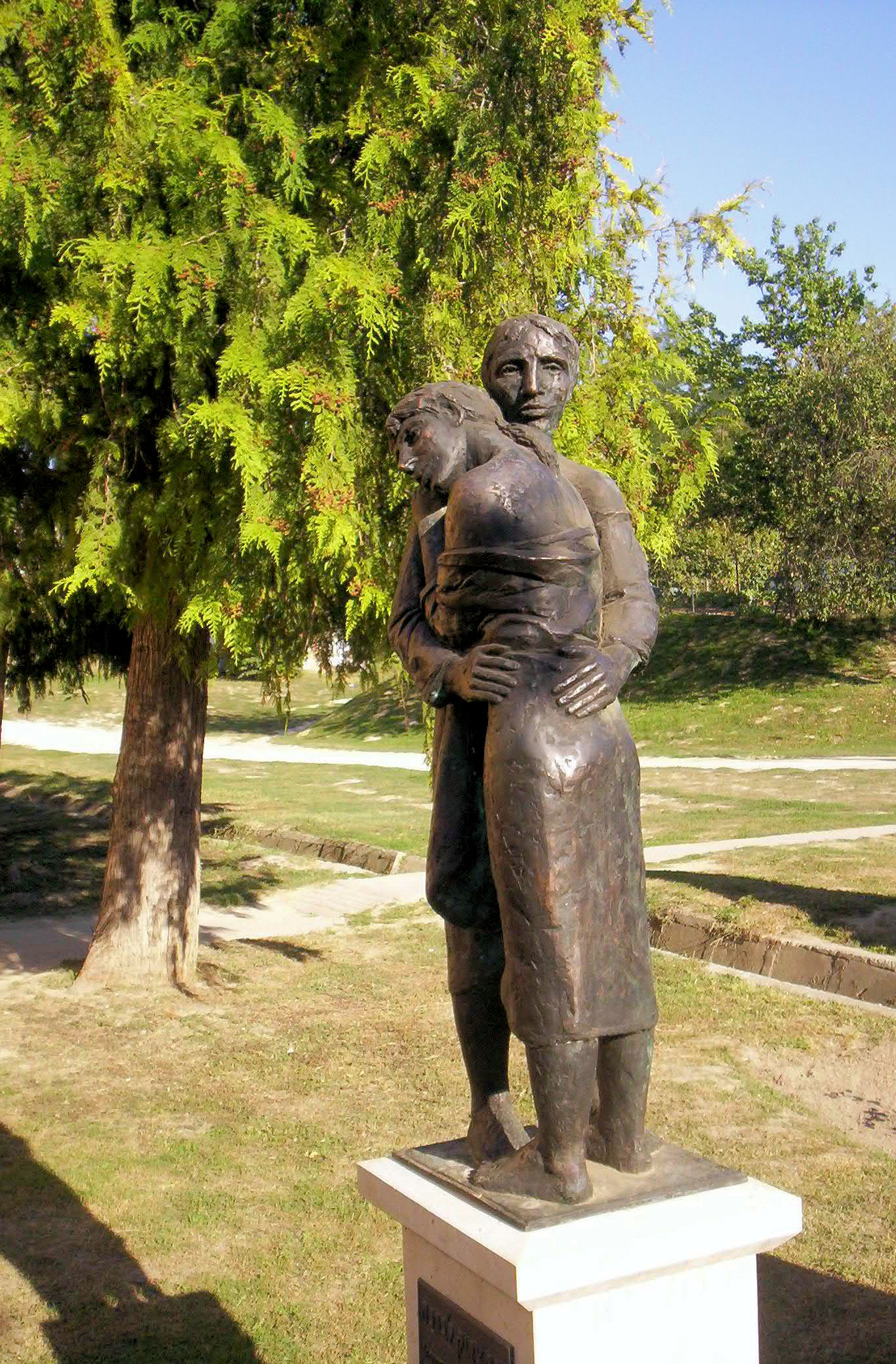
Búcsúzás
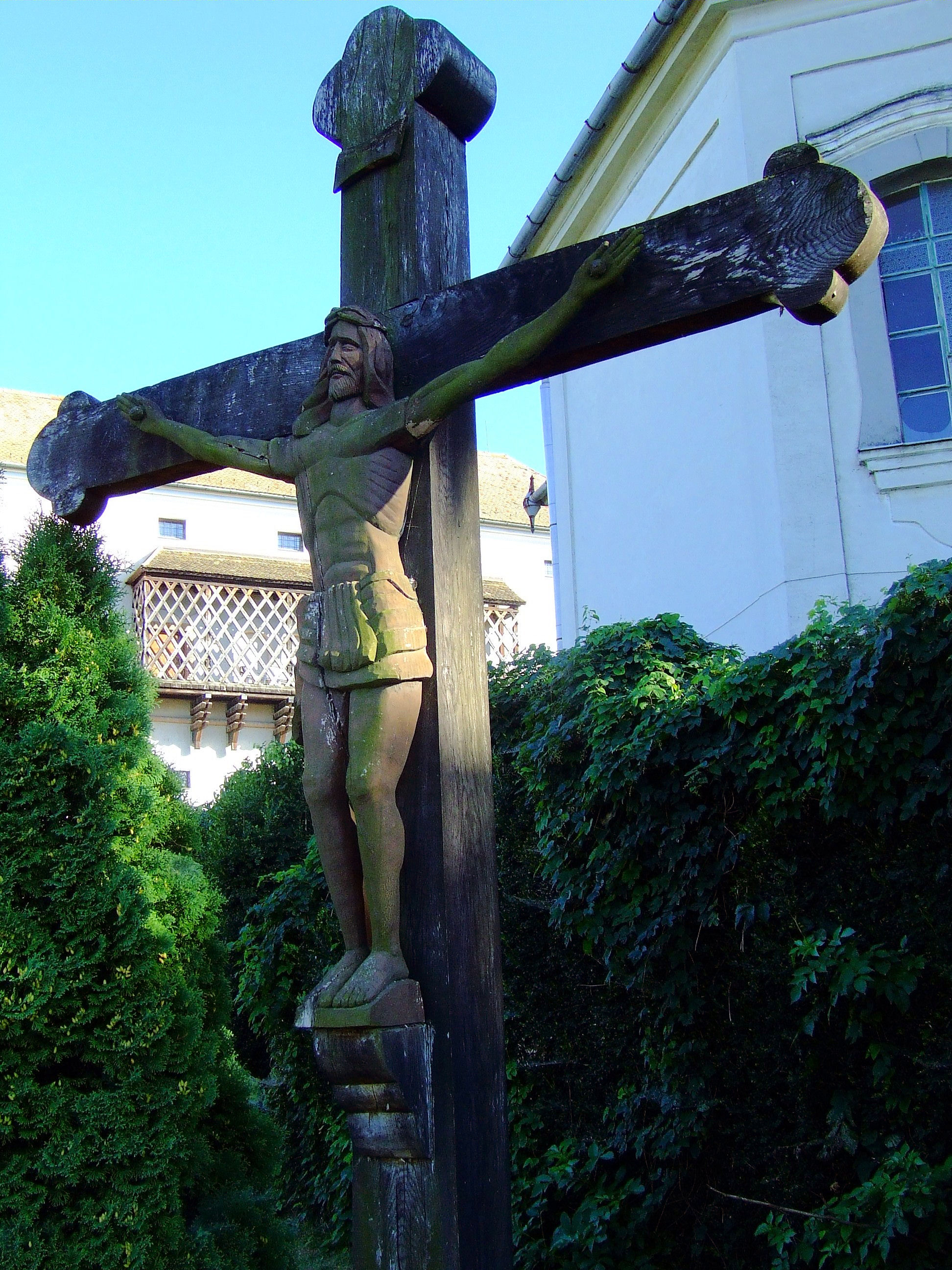